# جسر ناقل

طريقة عمل الجسور الناقلة.

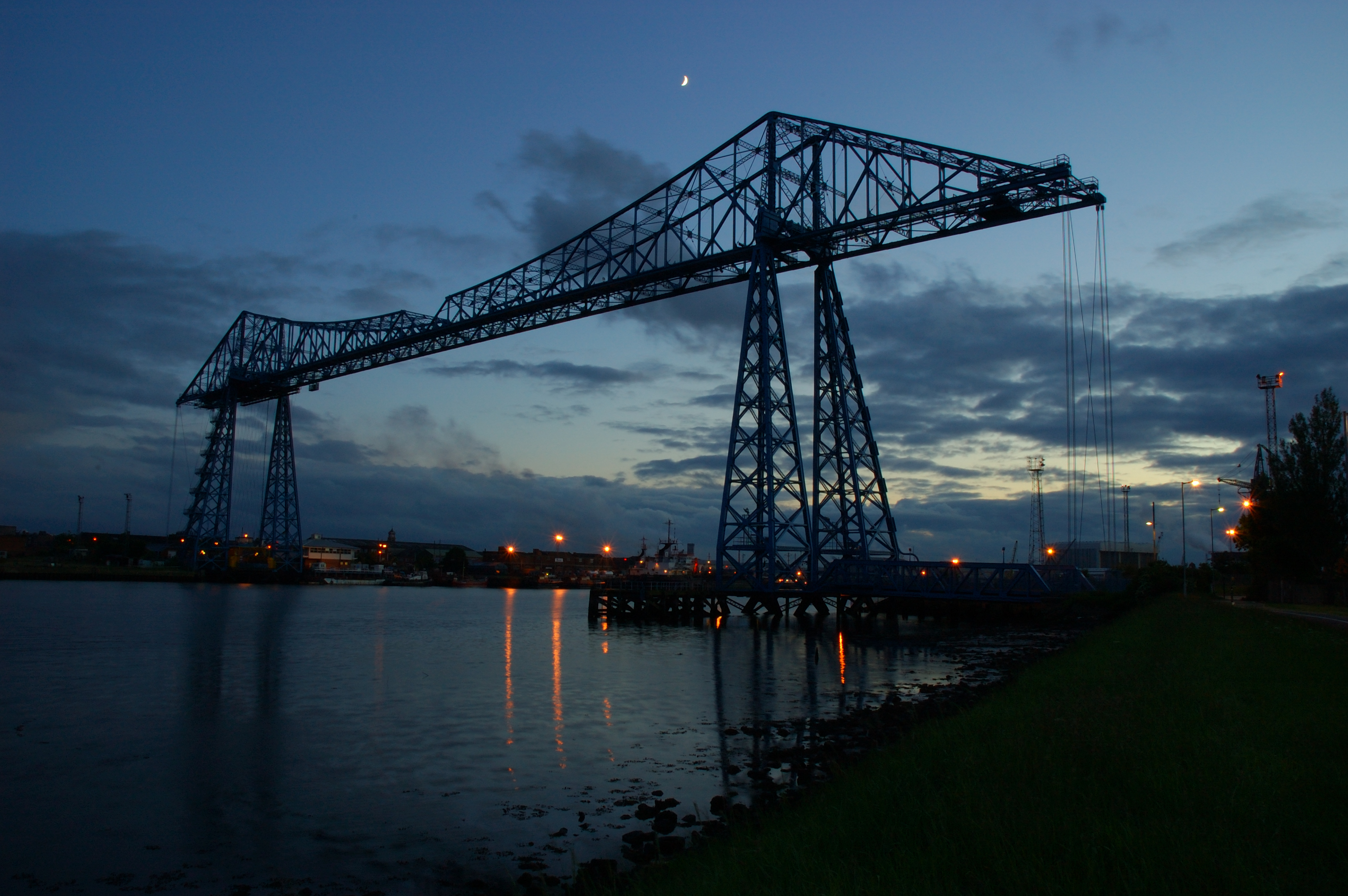
جسر ناقل في إنجلترا.

جسر ناقل أو الجسر العبارة (بالإنجليزية: Transporter bridge) هو أحد أنواع الجسور القابلة للحركة، تم اختراعه في عام 1873. يحمل الجسر جزء من الطريق عبر أسلاك أو إطار معدني على المسطحات المائية، حيث هناك حاجة لحركة السفن لتكون قادرة على المرور. يُعتبر هذا النوع من الجسور نادرًا جدًا، فهناك أقل من عشرين جسر تم بناؤه فقط في العالم، من بينها 12 لا تزال تُستخدم حتى اليوم.

## وصلات خارجية
- مقال لقناة BBC البريطانية عن أحد الجسور الناقلة.
- جسر وارينغتون الناقل.